# Romain Mahieu
Romain Mahieu (n. 17 februarie 1995, Lille, Franța) este un ciclist francez, medaliat olimpic. A participat la 2 ediții ale Jocurilor Olimpice (2020, 2024) în care a câștigat o medalie de bronz.